# توملتشام
توملتشام (به آلمانی: Tumeltsham) یک منطقهٔ مسکونی در اتریش است که در ناحیه راید ایم اینکرایس واقع شده‌است. توملتشام ۹٫۱۱ کیلومتر مربع مساحت دارد ۴۳۸ متر بالاتر از سطح دریا واقع شده‌است.